# Schell Péter
Bauschlotti báró Schell Péter (Nagyida, 1898. szeptember 5. – Montclair, USA, 1974. március 2.) földbirtokos, főispán, huszárfőhadnagy, belügyi államtitkár, majd belügyminiszter.

## Élete
A főnemesi származású báró Schell család sarja. Apja, báró bauschlotti Schell Gyula Ferenc (1861–1938), anyja, márkus- és batizfalvi Máriássy Rozália Ida (1870–1961) asszony volt. Jogot végzett, majd Kassán a Gazdasági Akadémián gazdászoklevelet kapott. A trianoni döntést követően szülővárosában gazdálkodott, ő vetette fel a Bódvavölgyi Gazdasági Egyesület létrehozását. 
Az 1930-as években a csehszlovákiai magyar ellenzéki pártok színeiben kezdett politizálni, az első bécsi döntés után pedig a visszacsatolt részek katonai közigazgatása alatt kormánybiztos volt (1938 novemberétől 1939 októberéig), ezt követően pedig Kassa és Abaúj-Torna vármegye főispánja, előbbi 1939 és 1944 között, utóbbi 1943–1944-ben. 
1944. szeptember 25-től október 12-ig belügyi államtitkár, majd négy napon át a Lakatos Géza által vezetett kormány belügyminisztere. A nyilas rémuralom alatt a Gestapo lefogta, és Buchenwaldba deportálta. 
1945 késő tavaszán szabadult, és Olaszországba távozott. 1947-ben az USA-ba emigrált, és itt is halt meg 1974-ben.

## Házassága és gyermekei
Nagyhomokoson feleségül vette 1929. július 27.-én szirmabessenyői, cserneki és tarkeöi gróf Szirmay Sarolta Genoveva (*1904. január 4., Facset, Krassó-Szörény vármegye.–† Montclair, Egyesült Államok, 1976. november 5.) kisasszonyt, akinek a szülei szirmabessenyői, cserneki és tarkeöi gróf Szirmay Ottó Vince (1867–1939), a főrendiház örökös tagja, nagybirtokos, és apaji Szászy Sarolta (1866–1939), csillagkeresztes hölgy voltak. Házasságukból három gyermek született:
- báró Schell Teréz. Férje, gróf sárvár-felsővidéki Széchényi László;
- báró Schell Ilona. Férje, Vanderburgh Richard Cartwright, csillagász;
- báró Schell Ferenc János Bosco. Felesége, herceg Gorcsakov Natália.